# Иванов, Александр Александрович (поэт, 1909)
Алекса́ндр Алекса́ндрович Иванов (16 апреля 1909, Олонец — 5 января 1976, Петрозаводск) — советский поэт и драматург, заслуженный работник культуры Карельской АССР.

## Биография
Родился 16 апреля 1909 года в г. Олонце в семье фельдшера. В 1925 году окончил среднюю школу, курсы киномехаников в г. Петрозаводске, работал киномехаником в кинотеатре «Триумф» в Петрозаводске, электромонтёром в театре, шофёром.
Печататься начал с 1925 года, первая книга «Стихи» вышла в 1939 году, главной темой стихотворений стала Карелия, жизнь её людей-тружеников.
Член ВКП(б) с 1931 года, Союза писателей СССР с 1939 года.
В 1938 году публикуется его поэма «Мать».
С 1934 года работал журналистом в республиканских газетах.
В 1939—1940 гг. — управляющий Карельской конторой кинотеатров.
В июне 1941 года — на фронтах Великой Отечественной войны, участвовал в боях на Карельском и 2-м Белорусском фронтах в том числе в качестве политработника, работал в редакции газеты 272-й стрелковой дивизии, затем служил в группе советских войск в Германии. Награждён медалями, 2 орденами Красной Звезды. Фронтовые стихи А. А. Иванова выходили в дивизионных, армейских газетах, республиканской газете «Ленинское Знамя».
С 1949 года — ответственный секретарь правления Союза писателей Карело-Финской ССР. Депутат Петрозаводского городского совета.
После войны выходит 14 сборников его стихов, среди которых «Край мой любимый» (1949), «Мир над лесами» (1955), «Люблю тебя, Карелия» (1960), «Моя тропа» (1963), «Верность» (1967", книга для детей «Мы живем в лесном поселке» (1967), «Добрые вехи» (1969), «Молодой порыв» (1972), «Жизнь моя, любовь моя» (1975).
Автор многих очерков в республиканских журналах и газетах. На стихи композиторами было положено несколько песен, его стихи включены в качестве классических в учебники для школ Карелии.
В качестве драматурга А. А. Ивановым написаны пьесы «Это было в Карелии», «Площадь Свободы», «Бессмертные звезды» (соавтор Г. Граков).
А. А. Иванов принимал участие в написании киносценариев фильмов киностудии «Ленфильм» «Карело-Финская ССР» и «Петрозаводск».

## Награды и премии
- 2 ордена Красной Звезды (15.03.1945; 31.08.1945)
- орден «Знак Почёта» (22.09.1959)
- медали

## Избранная библиография
- Иванов, Александр Александрович «Жизнь моя, любовь моя». [Текст] : стихи / А. А. Иванов; [Предисл. М. Тарасова. — Петрозаводск : Карелия, 1975. — 142 с.
- Иванов, Александр Александрович «Мы любим кино» [Текст] / А. А. Иванов. — Петрозаводск : Карельское книжное издательство, 1969. — 88 с.
- Иванов, Александр Александрович «Молодой порыв» [Текст] : стихи / А. А. Иванов. — Петрозаводск : Карелия, 1972. — 79 с.
- Иванов, Александр Александрович «Писатели Советской Карелии» [Текст] : справочник / А. А. Иванов. — Петрозаводск : Госиздат Карельской АССР, 1959.
- Иванов, Александр Александрович «Площадь Свободы» [Текст] : драма в 3-х д., 8-ми карт. / А. А. Иванов. — Петрозаводск : Госиздат Карельской АССР, 1958.
- Иванов, Александр Александрович «Добрые вехи» [Текст] : стихи / А. А. Иванов ; — Петрозаводск : Карельское книжное издательство, 1969. — 162 с.